# Сен-Бонне-ла-Ривьер
Сен-Бонне́-ла-Ривье́р (фр. Saint-Bonnet-la-Rivière, окс. Sent Bonet la Ribèira) — коммуна во Франции, находится в регионе Лимузен. Департамент — Коррез. Входит в состав кантона Жюийак. Округ коммуны — Брив-ла-Гайярд.
Код INSEE коммуны — 19187.
Коммуна расположена приблизительно в 410 км к югу от Парижа, в 65 км южнее Лиможа, в 32 км к западу от Тюля.

## История
Во время Великой французской революции коммуна носила название Бонне-Руж (фр. Bonnet-Rouge).

## Население
Население коммуны на 2008 год составляло 348 человек.
| 1962 | 1968 | 1975 | 1982 | 1990 | 1999 | 2008 |
| ---- | ---- | ---- | ---- | ---- | ---- | ---- |
| 382  | 418  | 367  | 334  | 327  | 305  | 348  |

## Экономика

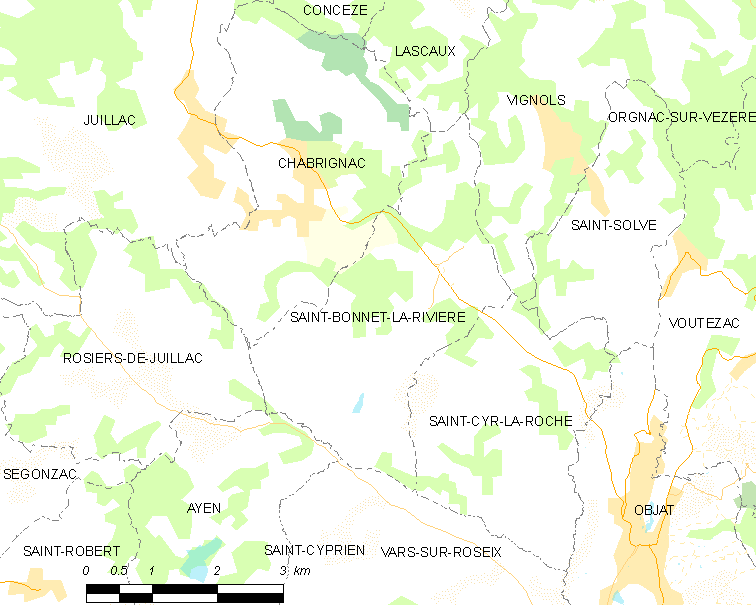
Карта коммуны

В 2007 году среди 209 человек в трудоспособном возрасте (15-64 лет) 141 были экономически активными, 68 — неактивными (показатель активности — 67,5 %, в 1999 году было 73,8 %). Из 141 активных работали 134 человека (67 мужчин и 67 женщин), безработных было 7 (5 мужчин и 2 женщины). Среди 68 неактивных 17 человек были учениками или студентами, 33 — пенсионерами, 18 были неактивными по другим причинам.

## Достопримечательности
- Церковь Сен-Бонне (XVI век). Памятник истории с 1911 года[3]